# Паркер, Сьюзи
Эта статья — о женщине. О песне, ей посвящённой, см. Suzy Parker.
Сью́зи Па́ркер (англ. Suzy Parker; 28 октября 1932[…], Сан-Антонио — 3 мая 2003[…], Монтесито, Калифорния) — американская модель и актриса кино и телевидения. Первая модель в мире, заработавшая более 100 000 долларов за год (в 1956 году; в ценах 2020 года — более 956 000 долларов).

## Биография

### Ранние годы
Сесилия Энн Рени Паркер (настоящее имя модели) родилась 28 октября 1932 года. Относительно места её рождения источники дают противоречивую информацию: либо город Сан-Антонио (штат Техас), либо район Лонг-Айленд-Сити (Куинс, Нью-Йорк). Отец — Джордж Паркер (1895—1958), химик-изобретатель, мать — Элизабет Паркер (1897—1965). Три старшие сестры: Дориан (1917—2008; стала известной супермоделью), Флориан (1918—2010) и Джорджиабелл (1921—1988). Имя Сесилия Энн Рени мать выбрала младшей дочери в честь трёх своих лучших подруг. Отцу это имя не нравилось, поэтому он с детства звал эту свою дочку «Сьюзи» (англ. Susie) — именно под этим псевдонимом модель и стала известна на всю жизнь, лишь видоизменив его написание на Suzy.
Вскоре семья переехала в городок Хайленд-Парк (штат Нью-Джерси), а затем во Флориду. Когда Сьюзи было 15 лет, Дориан, бывшая к тому времени уже известной супермоделью, познакомила свою младшую сестру с Эйлин Форд, хозяйкой известного модельного агентства Ford Models.

### Карьера модели
Сьюзи была красива собой, её рост составлял 178 сантиметров, она была ширококостная, с морковно-рыжими волосами, бледно-зелёными глазами и веснушками. Уже в 15-летнем возрасте её фото впервые появилось в масс-медиа, сразу в известном журнале Life. Её сразу заметили, она начала сниматься в рекламе: сначала ювелирных изделий, а затем стала работать на саму Коко Шанель. Дориан познакомила Сьюзи с профессиональными фотографами Ирвином Пенном, Хорстом П. Хорстом и молодым Ричардом Аведоном. Сьюзи снималась для Vogue, Revlon, Max Factor, DuPont, Smirnoff, Ronson, Fuller Brush Company и других. Она появилась на первых обложках примерно 70 журналов, в том числе таких известных как Life, Vogue, Elle, Look, Redbook, Paris Match, McCall’s, Harper’s Bazaar и других. После того, как свет увидели её фото авторства Роберта Капы, стала членом фотоагентства Magnum Photos. Окончила карьеру модели в возрасте 38 лет. В этом, 1970, году вышел документальный фильм «Пусть будет так», одна из звучащих там песен так и называется «Сьюзи Паркер» и посвящена ей.

### Карьера актрисы
Впервые на широком экране Паркер появилась в 1957 году, и за 13 следующих лет она снялась в 19 кинофильмах и телесериалах. Кроме того, с 1956 по 1972 год регулярно появлялась в телепередачах и телеиграх в роли самой себя. В 1958 году заняла пятое место в списке Laurel Awards «Лучшая новая актриса».

### Личная жизнь
Сьюзи Паркер была замужем трижды:
1. Чарльз Рональд Стэтон (1932 — середина 1950-х). Брак был заключён 3 декабря 1950 года, на тот момент обоим едва исполнилось по 18 лет, они вместе учились в старшей школе. Брак был заключён тайно, для чего пара уехала из Флориды в Джорджию, так как во Флориде заключать брак в столь юном возрасте запрещено. Родители Паркер эту свадьбу не одобрили[11], поэтому Сьюзи и Чарльз перебрались в Пенсильванию, где сняли дом рядом с семьёй старшей сестры Паркер, Дориан. На тот момент Сьюзи уже была известной моделью, а её избранник только поступил на первый курс Пенсильванского университета. В 1953 году последовал развод, детей у пары не было[7].
2. Пьер де ла Саль (1925—2011)[12], журналист. Сьюзи познакомилась с ним в начале 1953 года на вечеринке модного дизайнера[англ.] Жака Фата[фр.], проходившей в пригороде Парижа. Вернувшись в США, Сьюзи попросила у мужа быстрого развода и тот согласился на это с условием, что жена оплатит ему пластическую операцию по коррекции носа, уроки актёрского мастерства и просто выплатит крупную денежную компенсацию. Она согласилась на все условия, и в том же 1953 году они развелись. Через несколько лет Стэтон погиб в ДТП. Сьюзи и Пьер начали встречаться, причём девушка оплачивала все его крупные жизненные запросы и сносила измены. Официальный брак был заключён лишь в 1955, 1957 или даже 1958 году, причём пара держала это в секрете[4]. Правда вскрылась при весьма печальных обстоятельствах. В 7 июня 1958 года Сьюзи ехала в автомобиле, которым управлял её 63-летний отец. Переезжая железнодорожные пути, они попали под поезд. Джордж Паркер через несколько часов скончался в больнице, Сьюзи также была госпитализирована с переломами обеих рук и многочисленными порезами (лицо не пострадало)[7]. Согласно находящимся при женщине документам, она была зарегистрирована в больнице как «миссис Пьер де ла Саль». Журналисты ухватились за эту новость, и уже в номере от 19 августа в журнале Look была опубликована статья с фотографиями, рассказывающая о втором браке известной модели. Оправившись от ранений, Паркер обратилась к помощи психотерапевта, так как не могла справиться без профессиональной помощи со своим вторым несчастливым браком и смертью любимого отца, даже пыталась совершить самоубийство[7]. В марте 1959 года Паркер забеременела, и её муж сразу же от неё ушёл. 21 марта 1961 года последовал развод. Один ребёнок, дочка по имени Джорджия Белль Флориан Коко Шанель де ла Саль (род. декабрь 1959). Крёстной матерью девочки стала Коко Шанель. Также в имени ребёнка Сьюзи вспомнила своих сестёр Флориан и Джорджиабелл, намеренно проигнорировав Дориан, с которой к тому времени она была во враждебных отношениях[7]. Дориан завидовала Сьюзи, которую она привела в модельный бизнес и которая добилась на этом поприще большего успеха, чем она сама; а Сьюзи не нравился беспорядочный образ жизни Дориан, в частности, что она не заботилась о своих детях. В 17-летнем возрасте Джорджия Белль Флориан Коко Шанель де ла Саль, при поддержке матери, попыталась начать модельную карьеру[13], но дальше нескольких появлений в журналах и рекламе Vidal Sassoon дело не пошло.
3. Брэдфорд Диллман (1930—2018), известный актёр кино и телевидения, позднее — писатель и драматург. Пара познакомилась в 1960 году на съёмках фильма «Круг обмана»[5], где они играли две главные роли. В то время Сьюзи ещё официально была замужем за вторым мужем, но вместе они уже не жили, а Брэдфорд также официально был ещё женат на своей первой жене, но вместе они уже не жили, а встречался он с известной французской актрисой и певицей Жюльетт Греко. Вскоре и Паркер и Диллман официально расторгли свои браки, Сьюзи оттеснила Жюльетт в сторону, и 20 апреля 1963 года пара сочеталась браком, который продолжался до самой смерти актрисы, то есть более 40 лет. В 1964 году Паркер попала ещё в одно ДТП, и хотя ранения были не особо серьёзными, она решила подумать об окончании своей карьеры модели и актрисы. К тому времени она воспитывала кроме своей дочери ещё двоих детей от первого брака мужа, Памелу[14] и Джеффри, к тому же у женщины открылись удивительные кулинарные таланты, так что роль домохозяйки стала её вполне устраивать[4]. Вскоре семья значительно увеличилась: в 1965 году родилась дочь Дина, в 1967 году — сын Чарли и в 1969 году — сын Кристофер[7]. Таким образом, за десять лет у Паркер появились три сына и три дочери. Семья жила в районе Бел-Эйр[англ.] (Лос-Анджелес), но после того как однажды в собственном дворе полуторагодовалую Дину укусила гремучая змея и девочка чудом осталась жива, все они перебрались в поселение Монтесито (округ Санта-Барбара, Калифорния). Здесь Сьюзи Паркер и прожила всю оставшуюся жизнь[7].

### Поздние годы и смерть
В 1990-х годах Паркер стала страдать от аллергий, поэтому принимала в больших количествах кортизон, вплоть до появления язв. На операционном столе во время удаления наиболее серьёзных язв Паркер едва не умерла, но была реанимирована. С тех пор язв у неё стало появляться всё больше и больше, развился сахарный диабет. Она перенесла несколько операций на бедре (артрит), после чего у неё начали отказывать почки. С 1998 года почти до самой смерти Паркер практически не выписывалась из больниц. В конце концов она решила прекратить бесконечное лечение и, подписав все снимающие с врачей ответственность бумаги, вернулась домой. 3 мая 2003 года 70-летняя модель и актриса скончалась в своём фруктовом саду в окружении семьи. Причиной смерти были названы артрит и сахарный диабет.

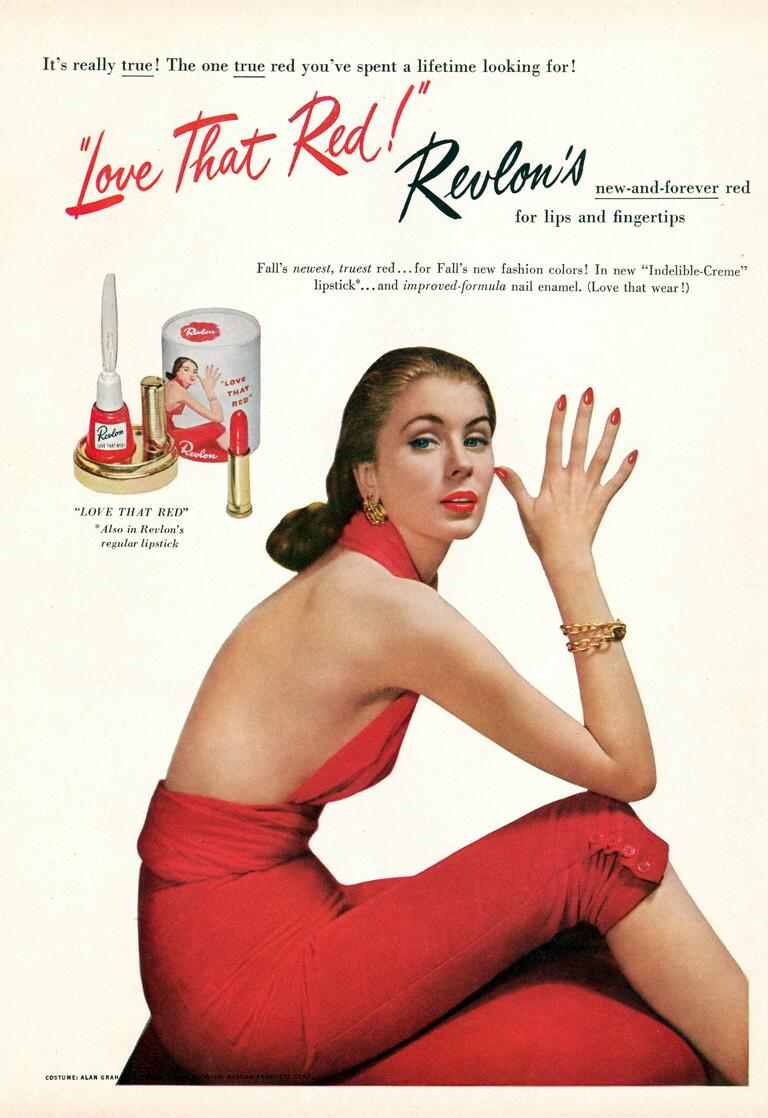
«Любовь красного цвета!» Реклама лака для ногтей от Revlon, 1951 год.
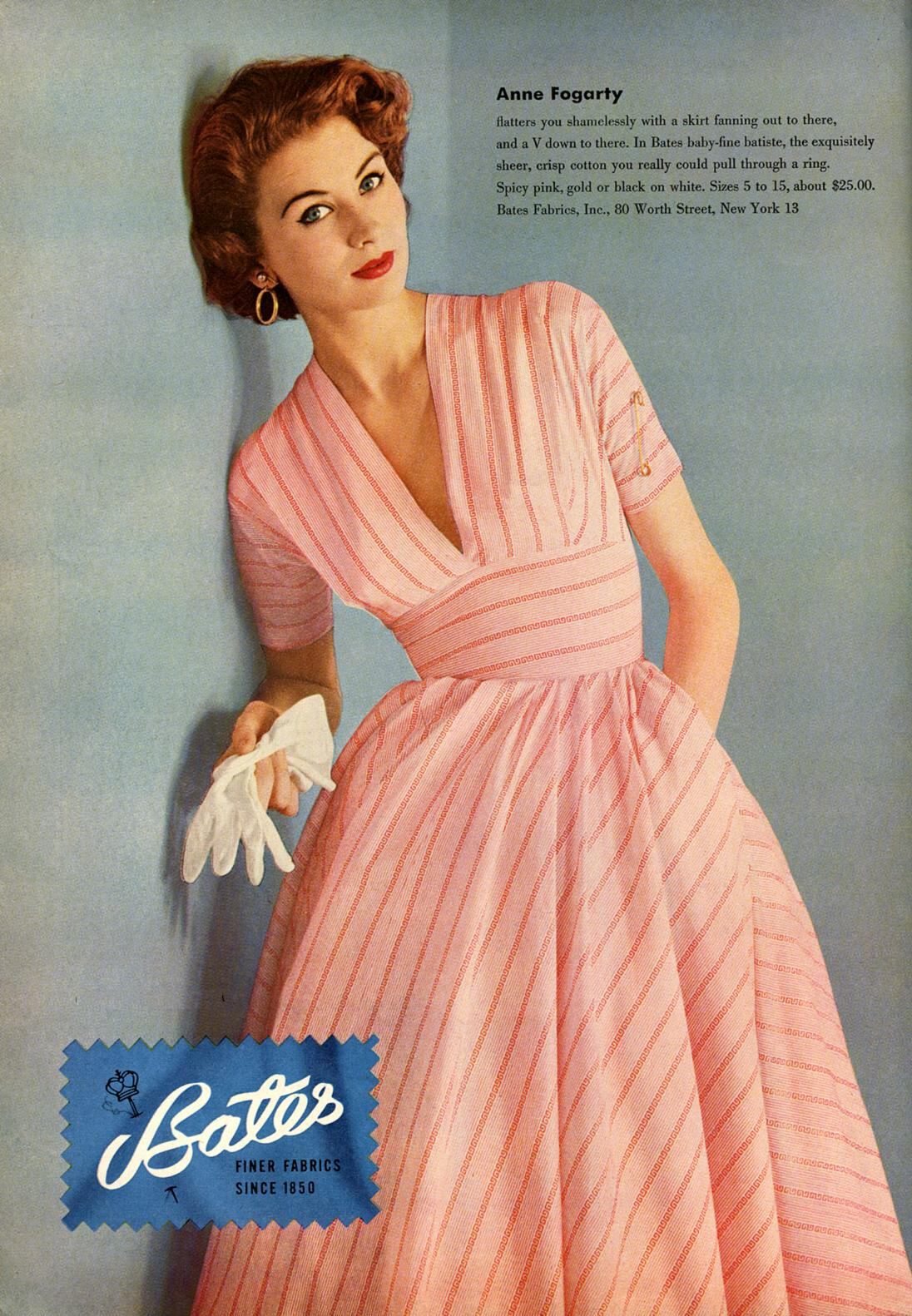
Реклама одежды от Энн Фогарти[англ.], 1952 год.
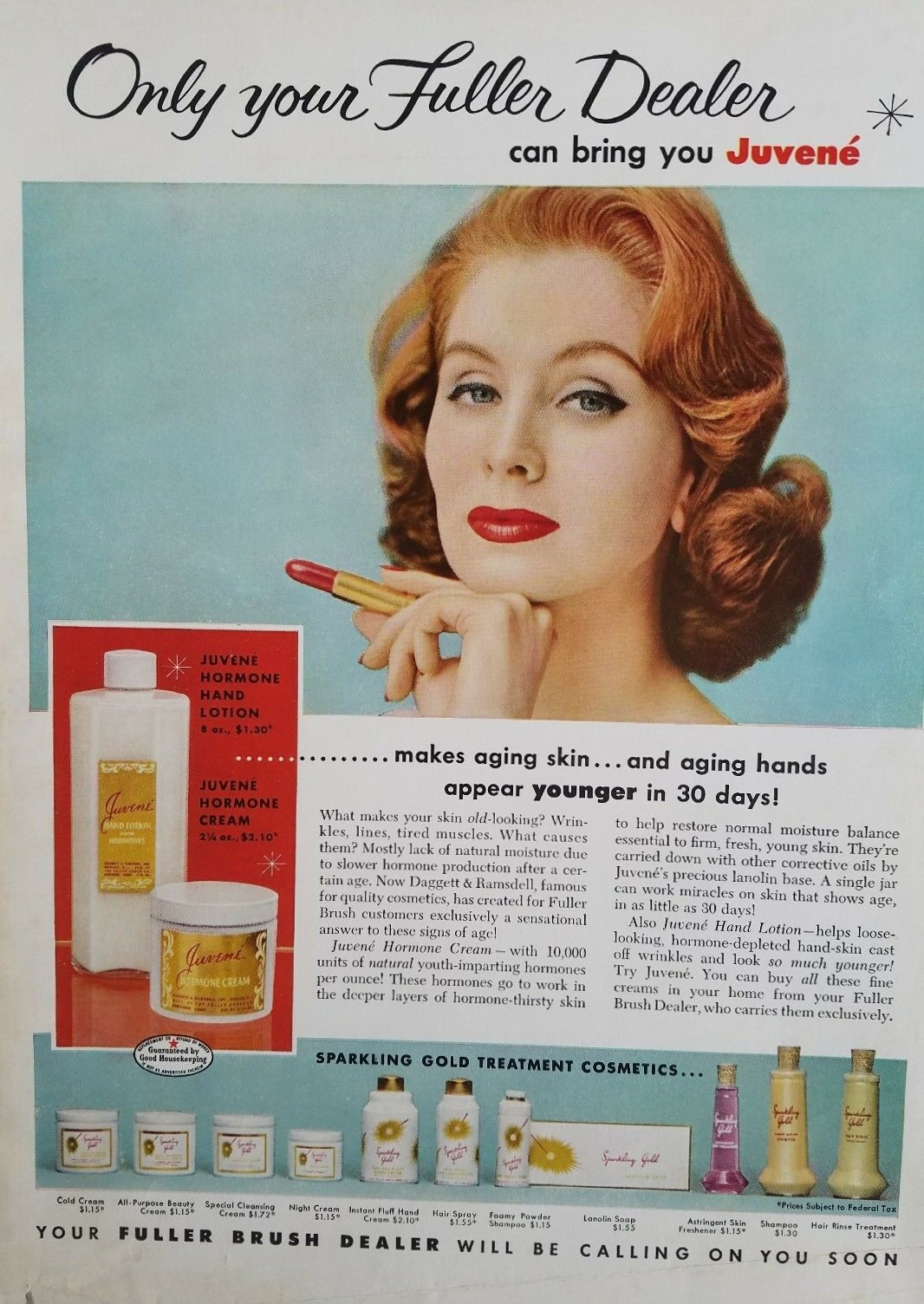
Реклама Fuller Brush Company[англ.], 1956 год.
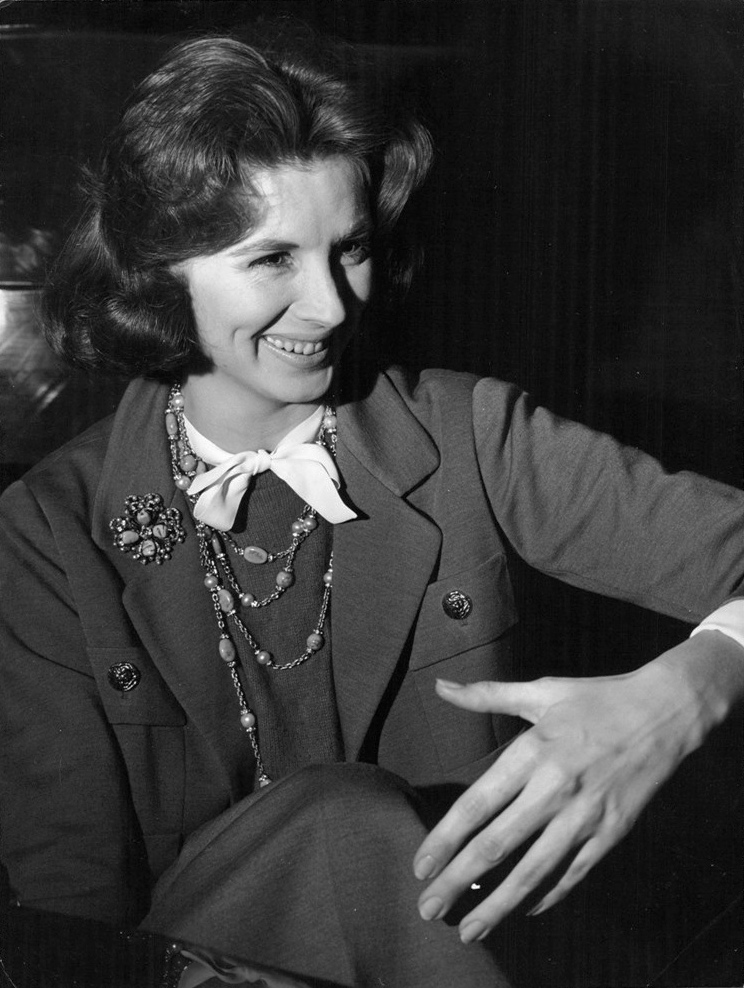
Фото 1958 года.
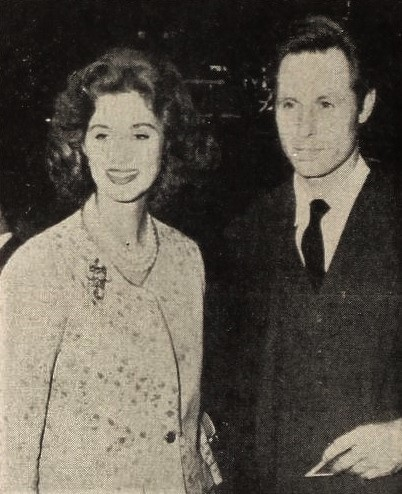
Со вторым мужем, Пьером де ла Салем, 1960 год.

## Избранная фильмография
- 1957 — Забавная мордашка / Funny Face — танцовщица (в муз. номере Think Pink!)
- 1957 — Театр 90[англ.] / Playhouse 90 — Тани Морена (в эпизоде The Death of Manolete)
- 1957 — Поцелуй их за меня[англ.] / Kiss Them for Me — Гвиннет Ливингстон
- 1958 — Дом № 10 по Северной улице Фредерик[англ.] / Ten North Frederick — Кейт Драммонд
- 1959 — Всё самое лучшее / The Best of Everything — Грегг Адамс
- 1962 — Интерны[англ.] / The Interns — Лайза Кардиган
- 1963 — Правосудие Бёрка[англ.] / Burke's Law — разные роли (в 2 эпизодах)
- 1964 — Сумеречная зона / The Twilight Zone — семь ролей (в эпизоде Number 12 Looks Just Like You[англ.])
- 1964 — Полёт из Ашийи[англ.] / Flight from Ashiya — Люсиль Кэролл
- 1964 — Доктор Килдейр[англ.] / Dr. Kildare — Серена Норкросс (в эпизоде Maybe Love Will Save My Apartment House[англ.])
- 1964 — Жулики[англ.] / The Rogues — Кэрол Коновер (в эпизоде Fringe Benefits)
- 1966 — Комната ужасов[англ.] / Chamber of Horrors — Барбара Диксон
- 1966 — Тарзан[англ.] / Tarzan — Лора Келлер (в эпизоде The Day of the Golden Lion)
- 1967 — Боб Хоуп представляет театр «Крайслер»[англ.] / Bob Hope Presents the Chrysler Theatre — доктор (в эпизоде Free of Charge)
- 1968 — Требуется вор[англ.] / It Takes a Thief — Мелинда Брук (в эпизоде When Boy Meets Girl)
- 1970 — Ночная галерея[англ.] / Night Gallery — две роли (в эпизоде The Housekeeper)

В роли самой себя
- 1959, 1961 — Какая моя линия?[англ.] / What's My Line? — в трёх выпусках
- 1960, 1962 — Вечер со звёздами Джека Паара[англ.] / Tonight Starring Jack Paar — в двух выпусках
- 1961 — Сказать правду[англ.] / To Tell the Truth — в одном выпуске
- 1962 — Вечернее шоу / The Tonight Show — в одном выпуске
- 1963, 1964 — У меня есть секрет[англ.] / I've Got a Secret — в двух выпусках